# Harry Bernard
Harry Bernard (* 13. Januar 1878 in San Francisco, Kalifornien; † 4. November 1940 in Hollywood, Kalifornien) war ein US-amerikanischer Schauspieler.

## Leben und Karriere
Harry Bernard verbrachte den ersten Teil seiner Schauspielkarriere als Theater- und Vaudeville-Darsteller. Er gab sein Filmdebüt 1915 mit 37 Jahren und spielte im selben Jahr in einigen Kurzfilm-Komödien der Keystone Studios. Doch bereits im folgenden Jahr zog sich Bernard wieder aus dem Filmgeschäft zurück. Erst Ende der 1920er-Jahre, mit dem Beginn des Tonfilms, kehrte er ins Filmgeschäft zurück, wobei seine Filmrollen zumeist sehr klein waren. Er wurde in zahlreichen Komödien von Hal Roach eingesetzt, so auch in 25 Filmen mit Roachs berühmten Komikerduo Laurel und Hardy. In den Laurel-und-Hardy-Filmen war er fast ausschließlich in seiner Paraderolle als Polizist zu sehen, etwa als der verwunderte Streifenpolizist in Die Wüstensöhne, der Stan und Ollie im strömenden Regen vor ihrem Haus in Schlafanzügen entdeckt. Eine seiner besten Rollen ohne Polizeiuniform hatte er als Ollies Freund und Boxmanager Harry im Film Any Old Port!.
Noch häufiger als mit Laurel und Hardy drehte Bernard allerdings mit seinem guten Freund, dem Komiker Charley Chase, nämlich in insgesamt 33 Filmen zwischen 1915 und 1939. Mit den Kleinen Strolchen drehte er neun Filme, darunter als Einbrecher im Kurzfilm Bedtime Worries, der Spanky erzählt, dass er der Weihnachtsmann sei. Neben seinen Auftritten bei Hal Roach übernahm Bernard auch bei anderen Filmstudios wie Paramount Pictures und RKO Pictures kleinere Aufgaben. Insgesamt drehte Harry Bernard über 150 Filme, seine letzte Rolle hatte er als Chef der Hafenpolizei im Laurel-und-Hardy Film Auf hoher See aus dem Jahr 1940. Er verstarb im November dieses Jahres im Alter von 62 Jahren an einer Krebserkrankung und wurde auf dem Hollywood Forever Cemetery beigesetzt. Harry Bernard war verheiratet mit Jere Gerard Bernard (1886–1970), sie hatten eine Tochter namens Patricia.

## Filmografie (Auswahl)
- 1915: A One Night Stand
- 1915: A Versatile Villain
- 1928: Zwei Matrosen (Two Tars)
- 1929: Die Sache mit der Hose (Liberty)
- 1929: Wrong Again
- 1929: Das ist meine Frau (That’s my Wife)
- 1929: Laurel und Hardy: Berth Marks
- 1929: Als Matrosen (Men O’War)
- 1929: Eine Landpartie (Perfect Day)
- 1929: Bacon Grabbers
- 1929: Angora Love
- 1930: Pups Is Pups
- 1930: Gib mir den Hammer (Night Owls)
- 1930: Banditenlied (The Rogue Song)
- 1930: Noche de Duendes
- 1930: Let’s Go Native
- 1930: Wohnungsagenten (Another Fine Mess)
- 1931: Alle Hunde lieben Stan (Laughing Gravy)
- 1931: Hinter Schloss und Riegel (Pardon Us)
- 1931: Spuk um Mitternacht
- 1932: Gehen vor Anker (Any Old Port!)
- 1932: Birthday Blues
- 1933: Hände hoch – oder nicht (The Devil’s Brother)
- 1933: Dick und Doof als Polizisten (The Midnight Patrol)
- 1933: Die Wüstensöhne (Sons of the Desert)
- 1934: Sechs von einer Sorte (Six of a Kind)
- 1934: Unser tägliches Brot (Our Daily Bread)
- 1934: The Live Ghost
- 1934: The Chases of Pimple Street
- 1935: Ein Butler in Amerika (Ruggles of Red Gap)
- 1936: Ausgerechnet Weltmeister (The Milky Way)
- 1936: Das Mädel aus dem Böhmerwald (The Bohemian Girl)
- 1936: On the Wrong Trek
- 1936: General Spanky
- 1936: Swing Time
- 1936: Die Doppelgänger (Our Relations)
- 1937: Zwei ritten nach Texas (Way Out West)
- 1937: Die Todesranch (North of the Rio Grande)
- 1938: The Spider’s Web
- 1939: Homicide Bureau
- 1940: In Oxford (A Chump at Oxford)
- 1940: Auf hoher See (Saps at Sea)